# Harry Davy
Harry Davy (1872 – sau 1896) là một cầu thủ bóng đá người Anh. Là một hậu vệ phải, ông thi đấu ở Football League cho Leicester Fosse.